# Darkstone
Darkstone – gra komputerowa typu cRPG stworzona przez Delphine Software. Wydana na świecie przez Gathering of Developers 28 lipca 1999 r. (w Polsce przez Cenegę 30 października tego samego roku). Celem gry jest wykonywanie licznych zadań i zabijanie napotkanych po drodze wrogów tak, aby dotrzeć do finałowego przeciwnika – nekromanty Draaka, pokonać go i ocalić wioskę. W grze można grać jednocześnie dwiema postaciami. Dostępne są cztery klasy postaci: mnich, czarodziej, wojownik i złodziej.